# Санкт-Петербург Опера
Государственный камерный музыкальный театр «Санктъ-Петербургъ О́пера» — камерный музыкальный театр в Санкт-Петербурге.

## История
В 1987 году открылся Камерный музыкальный театр. Основателем театра стал музыкальный режиссёр, снискавший славу новатора оперного искусства, народный артист России, лауреат Национальной театральной премии «Золотая маска», «Золотой софит» Юрий Александров. Со временем «Санктъ-Петербургъ Опера», как это и планировалось заранее, стал профессиональным государственным театром.
«Санктъ-Петербургъ Опера» неоднократно выступал на различных фестивалях и концертах, много гастролирует по миру (гастроли в Финляндии, Швейцарии, Германии, США, Москве, многих городах России).

## Репертуар
В репертуаре «Санктъ-Петербургъ Опера» представлена вся палитра жанров оперного искусства — от комической оперы, оперы-буфф до музыкальных драм, включая оперы современных авторов: «Игра о Робене и Марион» Адама де ла Аля, «Сокол» Бортнянского, «Белая роза» Циммермана, «Верую» Пигузова, «Пегий пес, бегущий краем моря», «Пятое путешествие Христофора Колумба» Смелкова, «Колокольчик», «Рита» Доницетти, «Евгений Онегин» Чайковского, «Борис Годунов» Мусоргского (в 1996 году номинирован на Национальную театральную премию «Золотая маска»), «Игроки — 1942» Шостаковича (в 1997 году удостоен Высшей театральной премии Санкт-Петербурга «Золотой софит» в номинации «Лучшая режиссёрская работа в музыкальном театре».)
В 2020 году — новые работы театра: постановка оперы немецкого композитора Рихарда Штрауса «Электра» и вокальный цикл «Русская тетрадь» Валерия Гаврилина.
В 2022 году театр представил мировую премьеру полной сценической версии оперы Жоржа Бизе «Иван Грозный».

## Расположение
Театр располагается в бывшем доме С. П. фон Дервиза, построенном на сквозном участке, в связи с чем дом имеет два адреса: Английская набережная, 34, Галерная улица, 33, 35. Первый дом на участке построен в 1 половине XVIII в., нынешнее здание построено в 1868—1871 гг. по проекту архитектора Ф. Л. Миллера, в 1885 г. перестраивалось архитектором П. П. Шрейбером. До революции в этом здании располагался театр малых форм «Дом интермедий», который возглавляли В. Мейерхольд, М. Кузмин и Н. Сапунов.
8 февраля 2024г. городскими властями Санкт-Петербурга было заявлено, что второй сценой театра «Санкт-Петербург Опера» станет здание бывшего Дворца культуры работников связи на набережной реки Мойки, построенное в XIX веке как немецкая реформатская церковь и реконструированное искажением первоначального архитектурного облика в советское время, а после распада СССР пришедшие в неудовлетворительное техническое состояние.
Вторая сцена необходима театру из-за малой вместимости его основного помещения на Галерной улице и необходимости продолжения репетиций и спектаклей на время ремонта там. В здании бывшего Дворца культуры есть подходящее помещение для камерных музыкальных мероприятий.

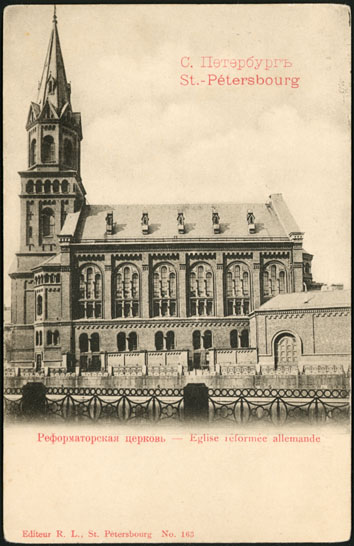
Немецкая реформатская кирха. Вид сбоку. Открытка 1900-х годов

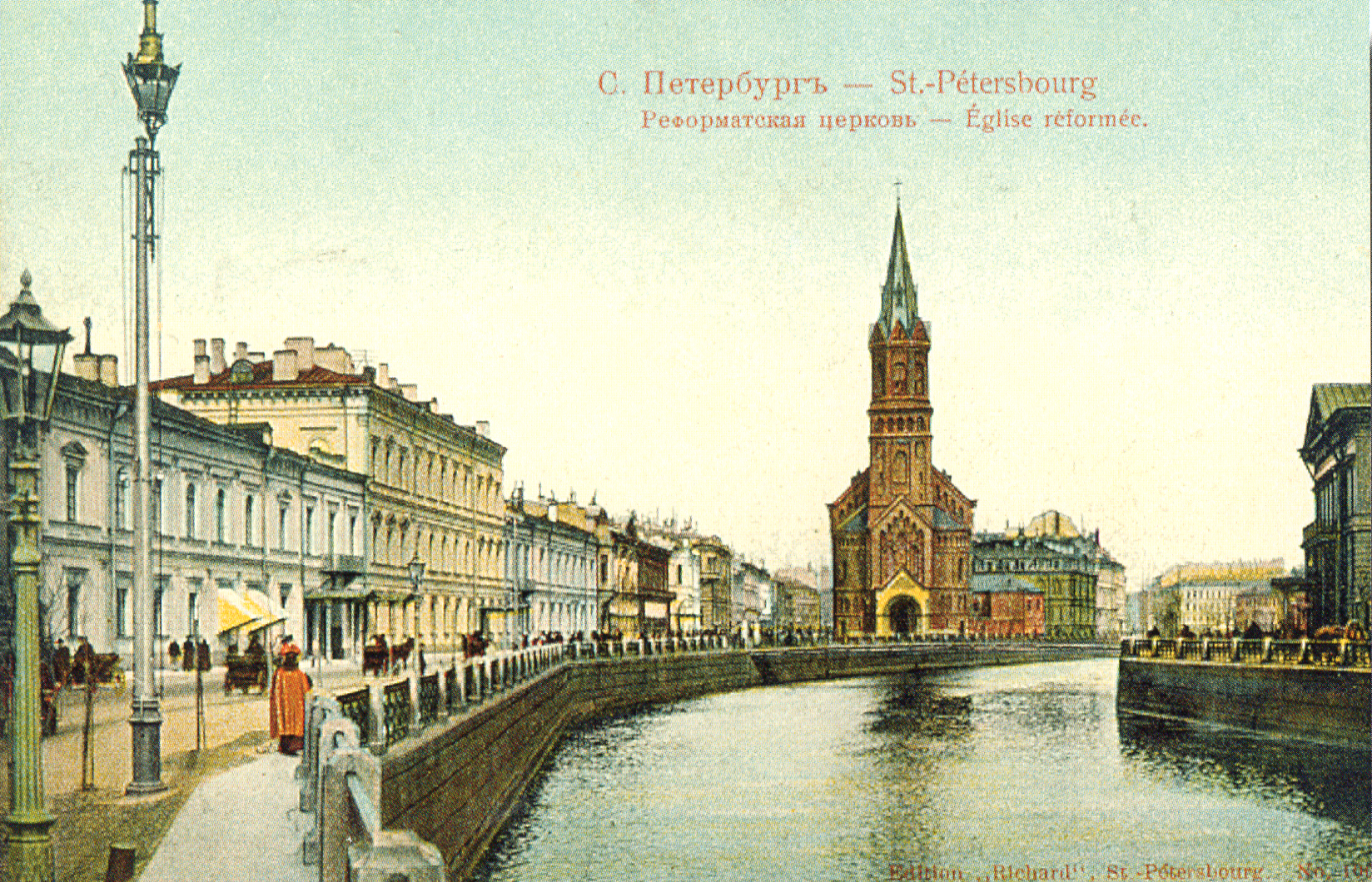
Почтовая карточка (открытка) с видом на здание немецкой реформатской церкви на набережной реки Мойки и Большой Морской улице со стороны башни вдоль реки Мойка с фотографии фотостудии Карла Буллы 1912-13.

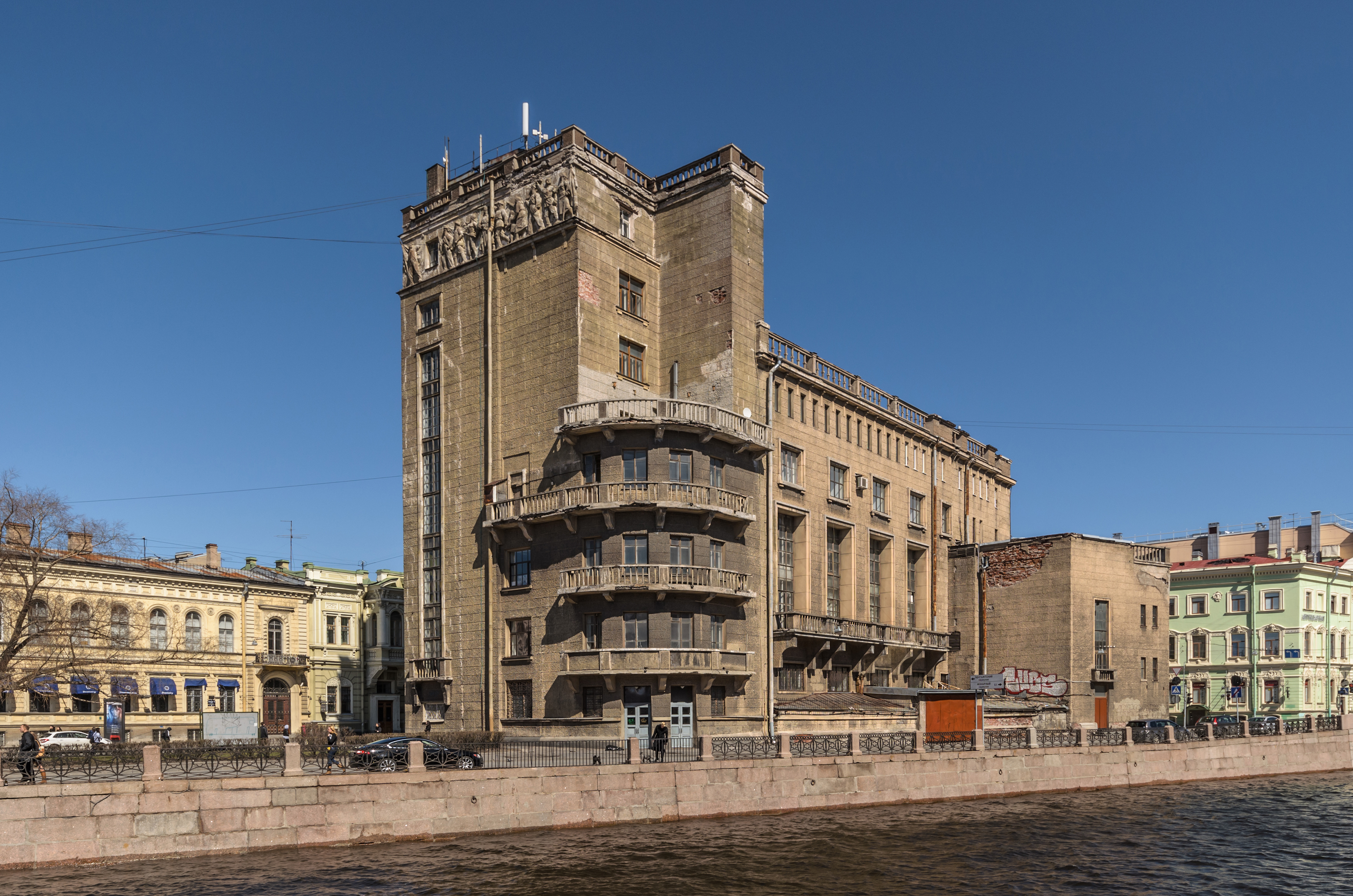
Вид на здание Дворца культуры работников связи со стороны реки Мойки 1 мая 2013

## Награды
- Почётный диплом Законодательного Собрания Санкт-Петербурга (7 июня 2017 года) — за значительный вклад в развитие культуры и искусства в Санкт-Петербурге, а также в связи с 30-летием со дня создания[5].